# Oliena
Oliena település Olaszországban, Szardínia régióban, Nuoro megyében. Lakosainak száma 6582 fő (2023. január 1.). Oliena Nuoro, Orgosolo és Dorgali községekkel határos.

## Népesség
A település lakossága az elmúlt években az alábbi módon változott:
| Lakosok száma | 7106 | 7018 | 6582 |
|               | 2017 | 2018 | 2023 |